# Hail to the Teeth
Hail to the Teeth, titulado Alabanza a los Dientes en Hispanoamérica y Alabados sean los Dientes en España, es el undécimo episodio de la trigesimoprimera temporada de la serie animada Los Simpson, y el episodio 673 de la serie en general. Se estrenó el 5 de enero de 2020 en Estados Unidos, el 4 de octubre del mismo año en Hispanoamérica y el 21 de junio de 2021 en abierto en España.
Fue el primer episodio de la serie estrenado en los años 2020.

## Argumento
Lisa camina por la acera de una calle leyendo la revista Li'l Eco-Warrior, cuando conoce a un hombre que le dice que sería más bonita si sonriera.
En la cena, Lisa se lo cuenta a la familia y Bart le muestra con una aplicación, Puber, cómo se vería en la pubertad, con una foto de ella con frenillos. Marge explica que el ortodoncista al que acudieron originalmente ("Last Exit to Springfield") era un periodoncista rouge y Lisa tiene que ponerse frenillos de nuevo debido a toque de su saxofón. Después, Marge trae a la mesa un regalo que recibieron, un holograma de Artie Ziff invitándolos a su matrimonio.
En la ortodoncia Kidzrule Orthodontics!, Lisa se coloca los frenillos en los dientes superiores y no puede dejar de sonreír ampliamente gracias a ellos.
En la despedida de soltero de Artie, Homer y Marge escuchan cómo Artie conoció a la nueva mujer de su vida. Kent Brockman no logra llamar la atención del organizador de bodas (a pesar de que está casado). Homer entra en coma alimenticio después de comerse un cerdo.
En la escuela, todos felicitan a Lisa, habiendo cambiado su mirada gracias a la sonrisa.
En la boda, nadie está sentado al lado de la novia. Se le pide a Homer que lleve a la novia por el pasillo y, después de negociar para conseguir un trozo de tarta extra, acepta. Después de que Artie y su novia se intercambien sus propios votos, el rabino los pronuncia marido y mujer y Artie se quita el velo para revelar que su novia se ve exactamente como Marge.
Lisa se encuentra con un nuevo poder, para influir en las personas para que hagan el bien y comienza a usarlo en la escuela para reciclar y detener a los bravucones, por lo que se postula como presidenta del cuerpo estudiantil. Con 1 semana para las elecciones, regresa a la ortodoncia Kidzrule Orthodontics! para ponerse los frenillos en sus dientes inferiores y pierde su sonrisa, convirtiéndola en un ceño fruncido permanente. El médico dice que será así durante seis meses. Mientras tanto, el Jefe Wiggum, Eddie y Lou van en busca del criado de Ralph en Garbage Island, después de descubrir que uno nuevo costaría $500.
Más tarde, en el hotel, mientras Homer saca todo de la mini nevera, Marge y Homer descubren por Artie que su esposa es realmente un robot y que él construyó muchos robots a su imagen. Marge lo convence de que puede usarlos para siempre y construyen el Orfanato de Artie Ziff. Cuando le dice a un entrevistador que su futuro será casarse con una de ellas, todos se van volando.
En el debate del Consejo de Estudiantes, Mary Bailey es la moderadora y presenta a Dubya Spuckler en persona y a Lisa en una llamada de Skype debido a que está "enferma". Su truco para ocultar el ceño fruncido falla cuando Martin no usa el programa para modificar su imagen correctamente. Todos ven el ceño fruncido de Lisa y todos pierden la confianza en ella, votando por Dubya. Marge logra consolarla, pero se revela que era uno de los clones de Artie. Más tarde, Artie está cenando con otros 5 clones y prefieren apagarse que seguir cenando con él.
Durante los créditos finales, se muestran varios momentos de Lisa creciendo con el ceño fruncido en la cara, y la última imagen es ella con una cara feliz, meditando bajo un árbol.

## Recepción
Dennis Perkins de The A.V. Club le dio a este episodio una B+, diciendo "El primer guión acreditado por la ex escritora de Crazy Ex-Girlfriend (y nueva productora de Los Simpson) Elisabeth Kiernan Averick, el episodio es precisamente el tipo de Los Simpson de los últimos días que estoy emocionado de que mi sobrina coloque en su creciente banco de datos del fandom de Los Simpson. Los lectores que, como una sobrina, han soportado las disertaciones gruñonas de este crítico sobre Los Simpson y cómo, con los escritores adecuados, 'los buenos años' podrían ser ahora, maldita sea, deberían reconocer que este es el tipo de sangre nueva que he estado hablando acerca de Averick, que claramente ama a Los Simpson y los comprende. Hay buenos chistes que no tienen nada que ver con el 'mensaje' del episodio junto con otros que surgen de los arcos específicos de Lisa y Marge".